# Georg Grassl

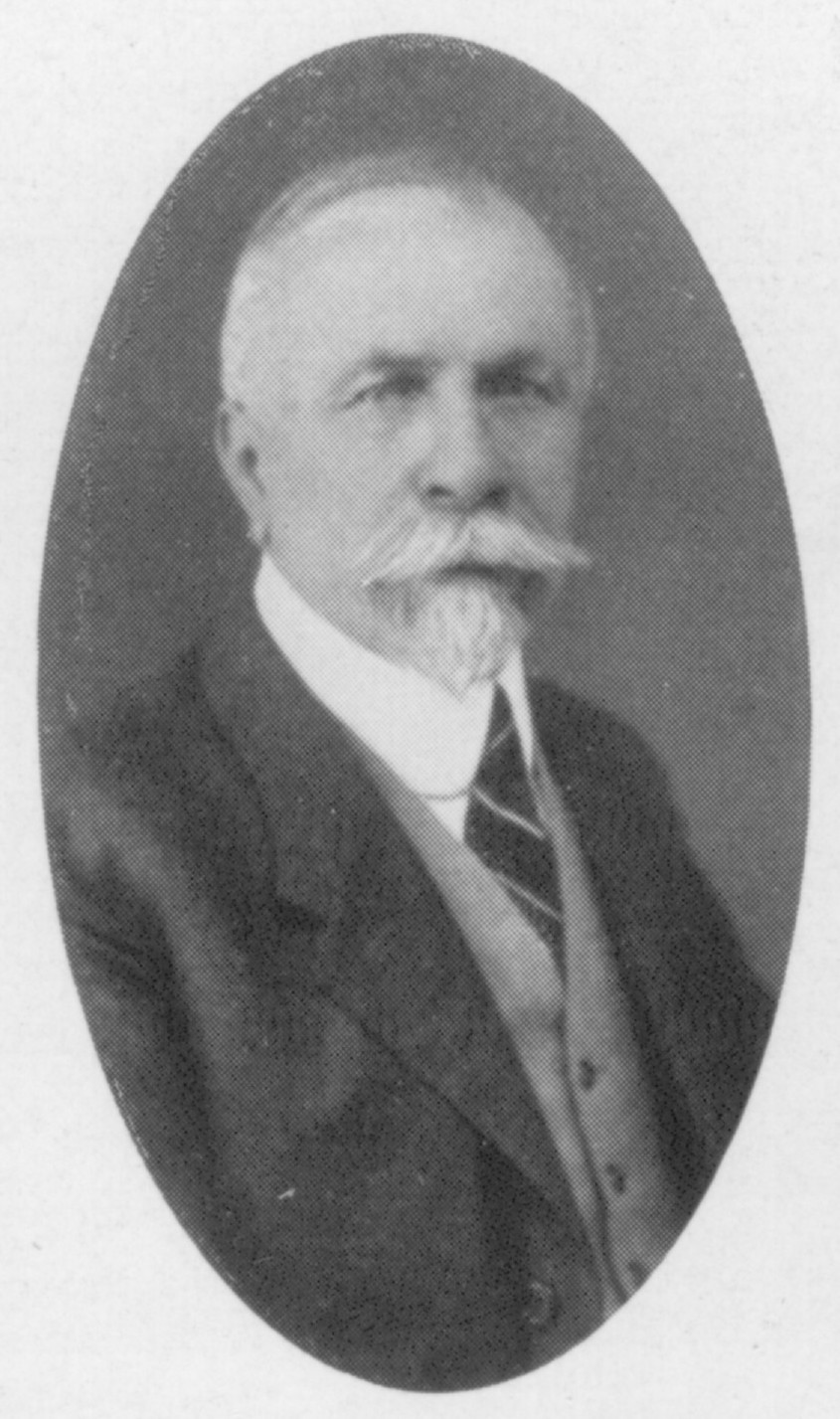
Georg Grassl, um 1930

Georg Grassl, auch Graßl, (* 23. April 1865 in Pantschowa, Kaisertum Österreich; † 28. Juli 1948 in Salzburg, Österreich) war ein volksdeutscher Verbandsfunktionär, Volkstumspolitiker, Chefredakteur und Schulpädagoge. 

## Leben
Georg Grassl war Sohn des Lehrers und pädagogischen Autors Peter Grassl (1827–1915). Er maturierte am serbischen Gymnasium in Novi Sad (deutsch Neusatz) und studierte Rechts- und Staatswissenschaften in Graz, Wien und Prag. Während seines Studiums wurde er 1883 Mitglied der Grazer akademischen Burschenschaft Arminia und 1885 der Burschenschaft Braune Arminia Wien. Nach seiner Promotion trat er 1891 in den österreichischen Staatsdienst, zuerst in Wien, darauf im Verwaltungsdienst bei der bosnischen Landesregierung in Sarajevo, wo er vor und während des Ersten Weltkriegs zum Leiter der Kultus- und Unterrichtsabteilung für Bosnien und die Herzegowina bestellt wurde. Nach dem Zusammenbruch Österreich-Ungarns versetzte der Serbische Nationalrat Grassl im Herbst 1918 in den Ruhestand. 1919 wurde er Chefredakteur des „Deutschen Volksblatts“ und 1920 erster Bundessekretär des von ihm mitgegründeten Schwäbisch-Deutschen Kulturbundes. Nach dem Verbot des Kulturbundes 1924 wurde er als Politiker aktiv.
1925 und 1927 wurde Grassl zum Abgeordneten im Parlament des Königreichs der Serben, Kroaten und Slowenen in Belgrad gewählt. Im Vorfeld der Wahlen 1925 wurden er und Stefan Kraft bei einer politischen Veranstaltung in Stari Sivac brutal zusammengeschlagen. Die Initiative zu dem Vorfall, der auf diplomatischer Ebene zu Verstimmung zwischen der deutschen und jugoslawischen Regierung führte, soll gemäß der lokalen Presse und deutschen Diplomaten von dem ehemaligen Innenminister Svetozar Pribićević ausgegangen sein.
Nach Beginn der Königsdiktatur ab 1929 bekleidete Grassl ab 1932 und 1940 das Amt des Senators für die Deutsche Minderheit des Landes. Ab 1935 oblag ihm besonders die Vertretung der deutschen Schulbelange in den gesetzgebenden Körperschaften und gegenüber den Schulbehörden. Nach der Gründung der „Schulstiftung der Deutschen“ (1931), einer Trägerorganisation für das Schulwesen der Donauschwaben, war er deren geschäftsführender Kurator, 1939 wurde er ihr Präsident. Grassl konnte die angestrebte Schulautonomie nicht verwirklichen und übersiedelte 1941 nach Wien, 1945 nach Salzburg.

## Veröffentlichungen (Auswahl)
Grassl hielt zahlreiche Vorträge in internationalen politischen und wissenschaftlichen Gremien und war der Verfasser einer Anzahl von Aufsätze in Zeitschriften und Zeitungen.
- Die Lage der Deutschen in Ungarn. Vortrag im Deutschen Verein in Prag, 20. Februar 1886.
- Zwei Jahre fakultativer Kmetenablösung in Bosnien und der Herzegowina. Vortrag Georg Grassl vom 14. März 1914 im Österreichisch-bosnisch-herzegowinischen Interessentenverband in Wien. Wilhelm Braunmüller in Kommission, 1914. 20 S.
- Stojan Novaković: Die Wiedergeburt des serbischen Staates (1804–1813). Übersetzt von Georg Grassl.
- (Hrsg.) Josef Koetschet: Osman Pascha, der letzte grosse Wesier Bosniens, und seine Nachfolger: hinterlassene Aufzeichnungen. Folge 9, Zur Kunde der Balkanhalbinsel. Reisen und Beobachtungen, Verlag Kajon, Sarajevo 1909. 87 S.
- (Hrsg.) Josef Koetschet: Aus Bosniens letzter Türkenzeit: Hinterlassene Aufzeichnungen. Folge 2, Zur Kunde der Balkanhalbinsel. Reisen und Beobachtungen. A. Hartleben, 1905. 109 S.